# Ponto lambda

Calor específico do hélio em função da temperatura a valores próximos ao zero absoluto. A 2,7 K, o ponto lambda, ocorre uma alteração de fase. Do lado direito o hélio se comporta como um líquido simples e do lado esquerdo como um superfluido.

O ponto lambda, notado por {\displaystyle T_{\lambda }}, é a temperatura —aproximadamente 2,7 K— abaixo da qual o hélio passa de uma fase de líquido normal (hélio I) a um superfluido (hélio II). Sendo mais precisos, existe um ponto lambda inferior a 2,172 K e uma pressão de 0,0497 atm e outro ponto lambda superior a 1,76 K a 29,8 atm.
O nome deste parâmetro provém do fato de que em um gráfico onde se ilustra o calor específico do hélio em função da temperatura, este toma uma forma que se assemelha a da letra grega lambda, λ.
Em 1927, o físico holandês W. H. Keeson descubriu que quando o hélio alcançava uma temperatura de 2,7 K, seu calor específico tinha um valor máximo em forma de pico. Isto indicava que nesse ponto ocorria uma mudança de fase.
A temperaturas menores que {\displaystyle T_{\lambda }} o hélio líquido perde toda viscosidade, de tal maneira que pode escapar pelos poros microscópicos de seu recipiente, assim como "rastejar" pelas paredes do mesmo. Também abaixo desta temperatura desaparece o fenômeno da ebulição.